# Talübergang

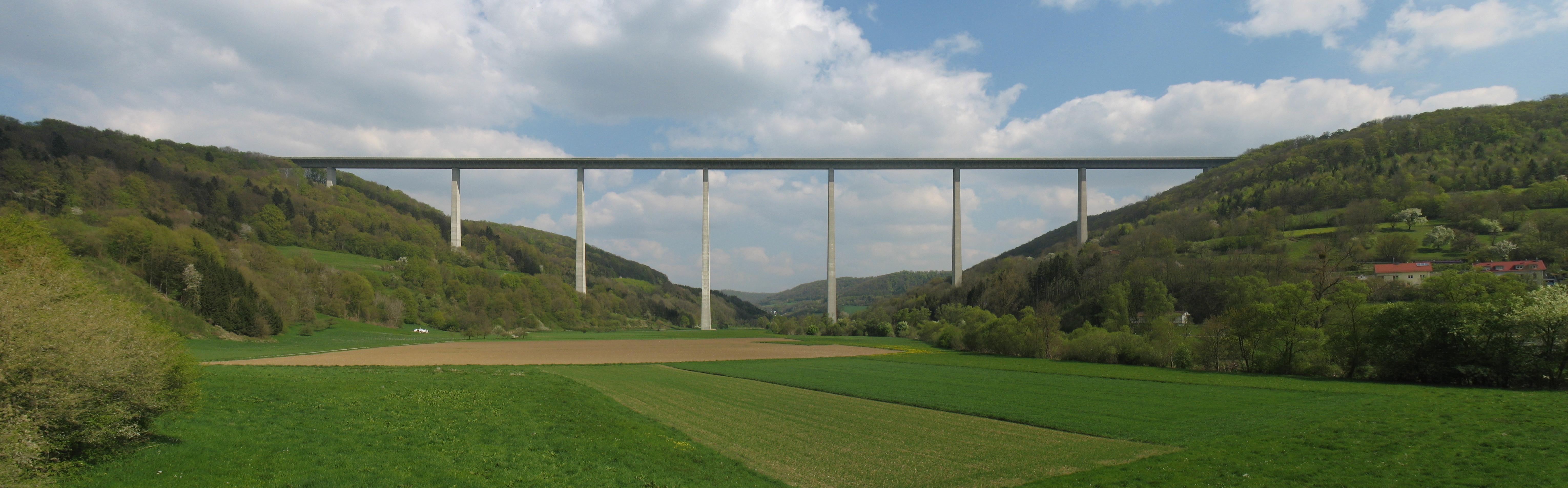
Kochertalbrücke bei Schwäbisch Hall

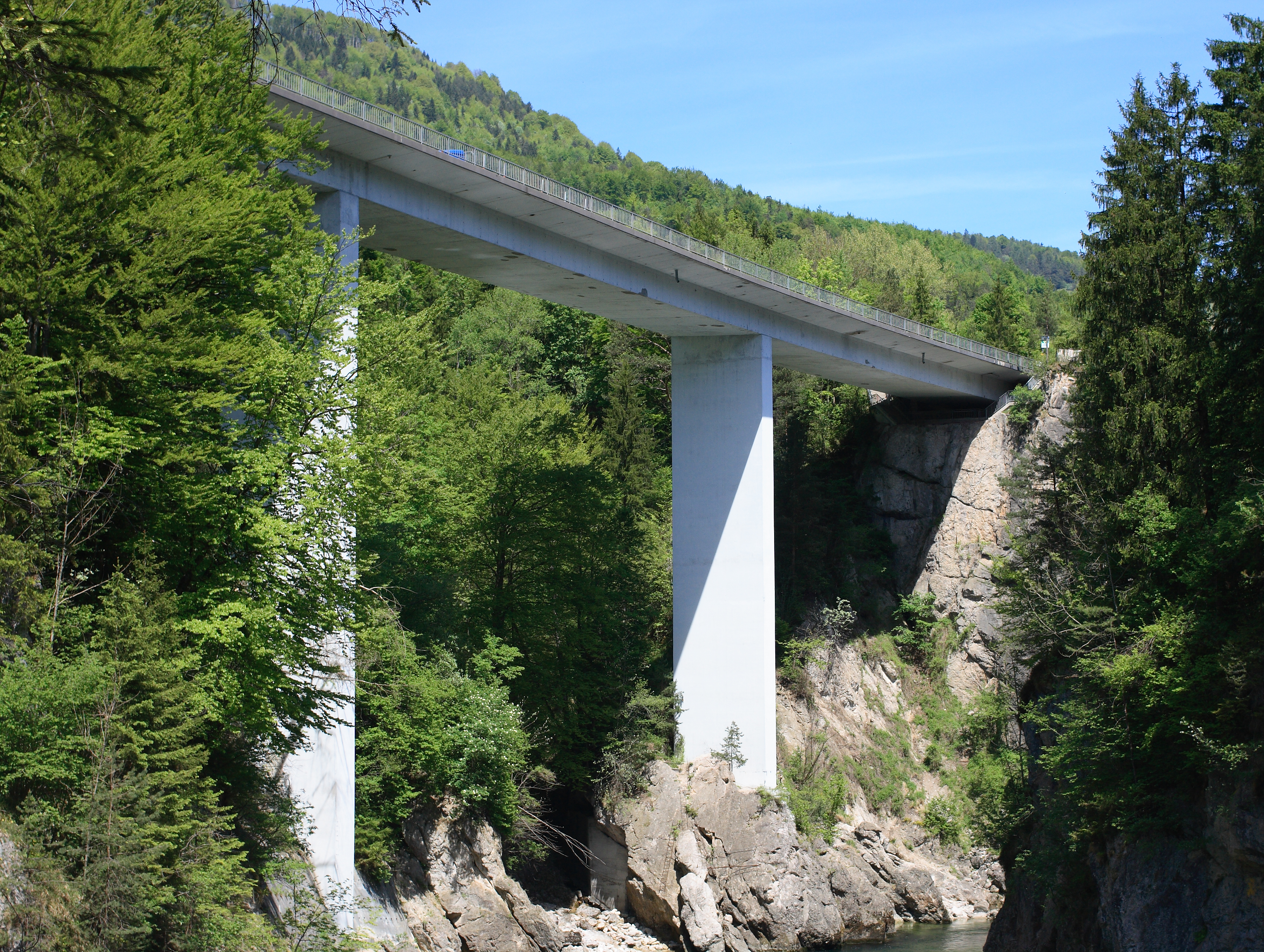
Talübergang Steyrdurchbruch

Als Talübergang wird im Verkehrswegebau eine Bahn- oder Autobahnbrücke bezeichnet, die ein tief eingeschnittenes Tal annähernd horizontal überquert.
Der Brückenbau ist zwar kostenintensiv und erfordert hohe Stützpfeiler mit meist aufwendiger Fundierung, erspart aber große Umwege der Trassenführung. Der Bau erfolgt meist als Spannbetonbrücke im sogenannten Freivorbau von beiden Seiten her (vorkragende Wagen von ca. 5–10 Meter). Bei Autobahnen wird auf denselben Pfeilern für jede Richtungsfahrbahn eine eigene Brücke gebaut, um Reparaturen oder späteren Neubau des Tragwerks ohne komplette Verkehrssperre zu ermöglichen.
Die weltweit höchsten Brücken sind allerdings Hängebrücken mit langen Tragseilen. In der mittelchinesischen Provinz Hubei überspannt die Siduhe-Brücke eine enge Schlucht in 472 m Höhe, gefolgt von der Baluarte-Brücke (390 m) in Mexiko.

## Höchste Brücken Europas
Der höchste Talübergang Europas ist das Millau-Viadukt (270 m) im französischen Zentralmassiv, das mit 2460 m die längste Schrägseilbrücke der Welt ist. Die meisten Autobahn-Talübergänge werden aber als Balkenbrücken im Hohlkastensystem errichtet, von denen Europa 14 mit relativen Höhen über 150 m aufweist, davon 8 in Italien. Die höchste Brücke Deutschlands ist die 1976 fertiggestellte Kochertalbrücke (178 m) bei Geislingen am Kocher mit 1128 Meter Gesamtlänge. Die älteste – und eine der bekanntesten – ist die Europabrücke (190 m) über die Sillschlucht bei Innsbruck, die für die Winterolympiade 1964 errichtet wurde. Neueren Datums sind u. a. die Moseltalbrücke (155 m) der A 61 bei Koblenz, der Talübergang Lavant (160 m) im Kärntner Abschnitt der Südautobahn oder der Talübergang Schottwien am Semmering (Niederösterreich) mit 130 Meter.
Eine seltene Konstruktion hat der Viadotto Sfalassà in Kalabrien, der seine 254 m Höhe durch eine 376 m weite Sprengwerkkonstruktion mit zwei über die Schlucht ragenden, 70 m langen Streben erreicht. Unter den Bogenbrücken ist vor allem die schon 1933 errichtete Pont de Gueuroz über die Trientschlucht im Wallis, die mit 187 m bis 1964 die höchste Straßenbrücke Europas war.

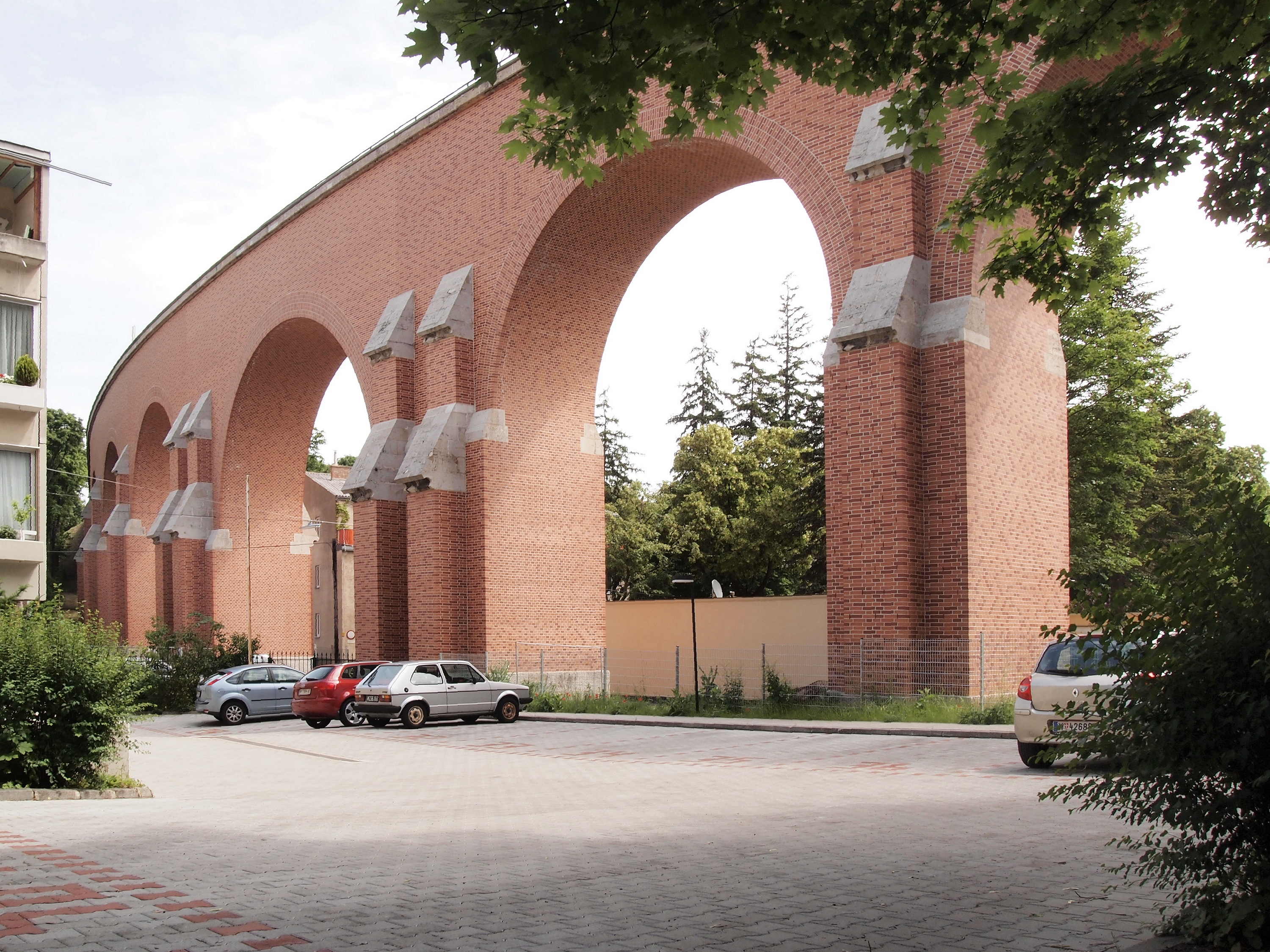
Aquädukt Wien-Mauer

## Aquädukte
Außer Verkehrsbrücken werden auch hohe Aquädukte als Talübergang bezeichnet. Ein bekanntes Beispiel ist der Aquädukt Mauer, ein denkmalgeschütztes Bauwerk der I. Wiener Hochquellenwasserleitung in Wien XXIII Liesing. Er verläuft kurvenförmig mit 23 m Höhe und 533 m Länge. Ein ähnliches Bauwerk überquert 10 km südlicher das Tal des Mödlingbaches und garantiert ein gleichmäßiges Gefälle der Wasserleitung von einigen Zentimeter pro Kilometer.